# 셰어 하우스의 연인
《셰어 하우스의 연인》(일본어: シェアハウスの恋人 シェアハウスのこいびと[*])은 닛폰 TV 계열에서 2013년 1월 16일부터 3월 13일까지 〈수요 드라마〉 시간대(수요일 22:00 ~ 22:54, JST)로 방송된 텔레비전 드라마이다. 주연은 미즈카와 아사미.

## 개요
캐치프레이즈는, 〈더 이상 두 번 다시 사랑 따윈 하지 않는다고 생각하고 있었다.〉.

## 캐스트

### 셰어 하우스 TERRA
츠야마 시오 (30) - 미즈카와 아사미
사무용 기기 판매 회사에 정직원으로 근무 중인 OL.
카와키 탓페이 (38) - 오오이즈미 요
슈퍼 점원. 우주인.
사쿠라이 유키야 (40) - 타니하라 쇼스케
프리터.

### 시오·유키야의 가족
츠야마 나기 - 나카지마 유토 (Hey! Say! JUMP)
시오의 남동생.
니시키노 카오루 - 카와구치 하루나
나기의 여자친구.
사쿠라이 소라치 - 키미노 유마
유키야의 아들.
사쿠라이 마키 - 스도 리사
유키야의 아내. 소라치의 엄마.

### COPiO 판매 우라시마 영업소
모치즈키 메구 - 키나미 하루카
시오의 후배.
마츠노 코타로 - 타나카 토시야

히노키 타스케 - 세토 마사야

스기노하라 지로 - 한카이 카즈아키

### 그 외
야마부키 씨 (40) - 미우라 리에코 (제1화·최종화)
파견 사원.
테라사카 카나에 - 모타이 마사코
탓페이의 동료.

## 스태프
- 각본 - 미즈하시 후미에, 야마오카 신스케
- 음악 - 칸노 유고
- 연출 - 나구모 세이치, 요시노 히로시, 나카지마 사토루
- 주제가 - 아야카 〈beautiful〉 (A stAtion)
- 삽입곡 - CROSS GENE 〈Shooting Star〉 (유니버설J)
- 음악 프로듀스 - 시다 히로히데
- 타이틀 백 - 나카무라 텟페이
- 치프 프로듀스 - 오오히라 후토시
- 프로듀스 - 하제야마 히로코, 우치야마 마사히로
- 제작 협력 - 오피스 크레셴도
- 제작 저작 - 닛폰 TV

## 방송 일자
| 화수                                                       | 방송일          | 부제                                                   | 연출            | 시청률 |
| ---------------------------------------------------------- | --------------- | ------------------------------------------------------ | --------------- | ------ |
| 제1화                                                      | 2013년 1월 16일 | 외돌토리 30세 여자가 공동 생활...사랑의 예감과 두 남자 | 나구모 세이치   | 11.6%  |
| 제2화                                                      | 2013년 1월 23일 | 삼각관계!? 공동 생활의 룰                              | 나구모 세이치   | 9.6%   |
| 제3화                                                      | 2013년 1월 30일 | 노력하는 나에게 행복을! 적반하장 30세                  | 요시노 히로시   | 7.4%   |
| 제4화                                                      | 2013년 2월 6일  | 아버지 실격? 거짓말쟁이 아이 눈물의 학예회             | 나카지마 사토루 | 6.8%   |
| 제5화                                                      | 2013년 2월 13일 | 마침내 고백! 삼각관계 위험한 밸런타인                  | 나구모 세이치   | 9.2%   |
| 제6화                                                      | 2013년 2월 20일 | 배신남에게 복수를! 사랑의 고백에 흔들리는 마음         | 나카지마 사토루 | 11.2%  |
| 제7화                                                      | 2013년 2월 27일 | 사랑에 서툰 여자에게 대파란! 두 남자에게 러브러브      | 나구모 세이치   | 8.7%   |
| 제8화                                                      | 2013년 3월 6일  | …지금 당장 만나고 싶어! 결국 삼각관계 결착             | 나카지마 사토루 | 9.8%   |
| 최종화                                                     | 2013년 3월 13일 | 이별의 키스…혼자서 사는 행복의 룰                      | 나구모 세이치   | 10.2%  |
| 평균 시청률 9.5% (시청률은 칸토 지구·비디오 리서치사 조사) |                 |                                                        |                 |        |